# Pomnik Ofiar Katynia w Katowicach
Pomnik Ofiar Katynia w Katowicach − odsłonięty 24 maja 2001 roku pomnik ku czci oficerów Wojska Polskiego pomordowanych przez Sowietów w czasie II wojny światowej znajdujący się na placu Andrzeja w Katowicach (południowo-wschodnia część placu, vis a vis kościoła garnizonowego), u zbiegu ul. Mikołaja Kopernika i ul. Marii Skłodowskiej-Curie.
Autorami pomnika są rzeźbiarz Stanisław Hochuł oraz architekt Marian Skałkowski. Na cokole-rampie widnieje napis: Katyń, Charków, Miednoje oraz inne miejsca zagłady na terenach byłego ZSRR. 1940. Rzeźba przedstawia policjanta i dwóch oficerów stojących nad dołem śmierci. Budowa pomnika była inicjatywą Komitetu Budowy Pomnika Ofiar Katynia przy stowarzyszeniu Rodzina Katyńska z siedzibą w Katowicach oraz katowickiego oddziału Stowarzyszenia Architektów Polskich.

## Galeria

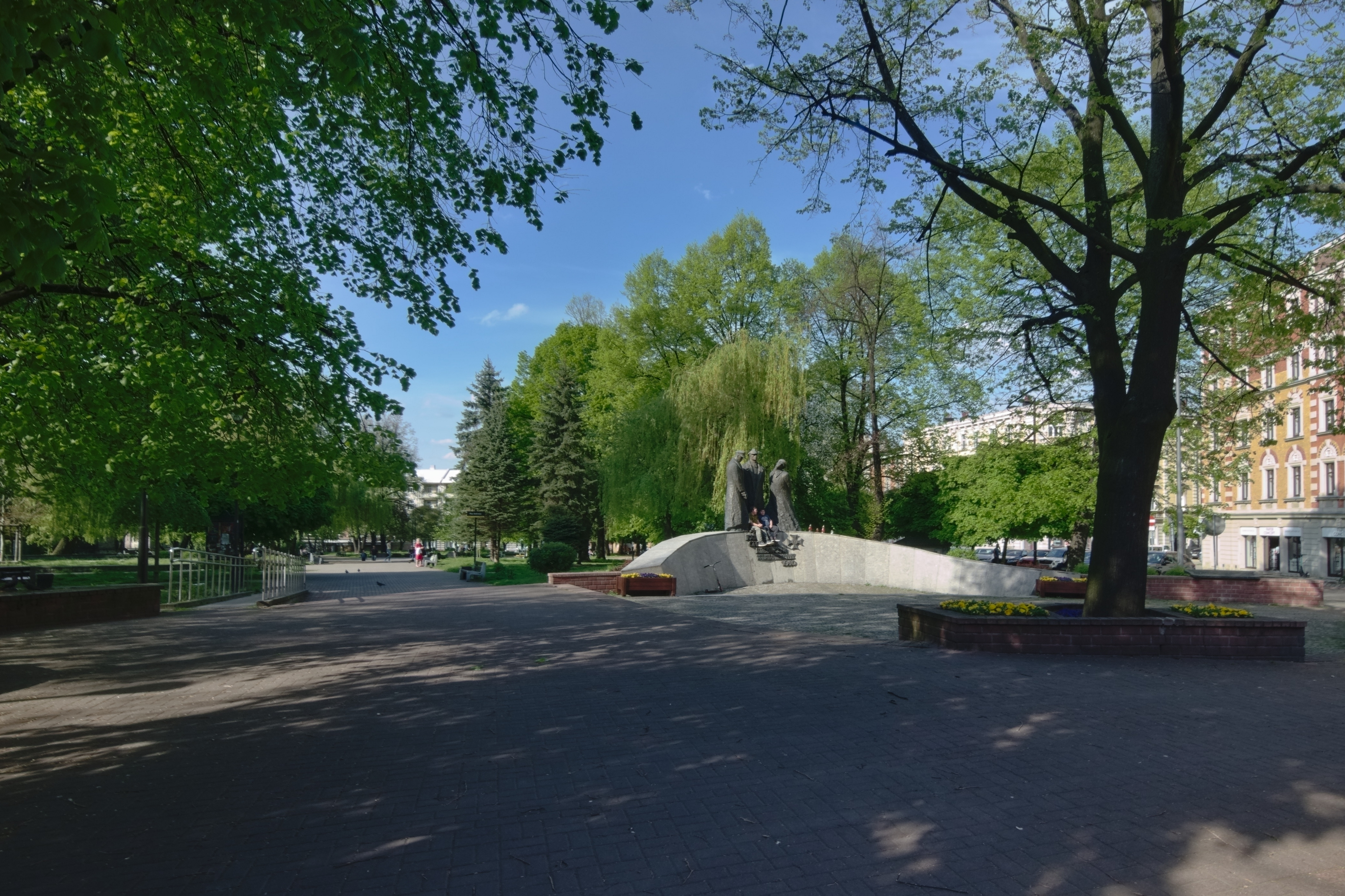
Część południowa placu z pomnikiem (2023)
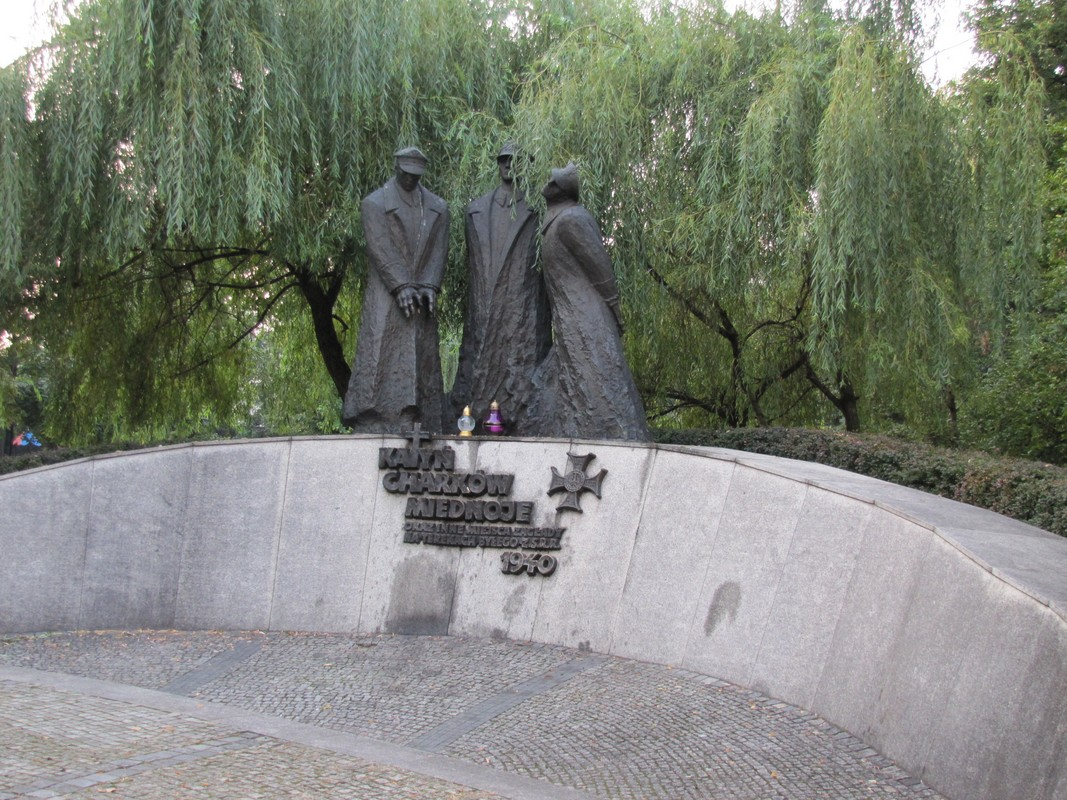
Część środkowa pomnika (2012)
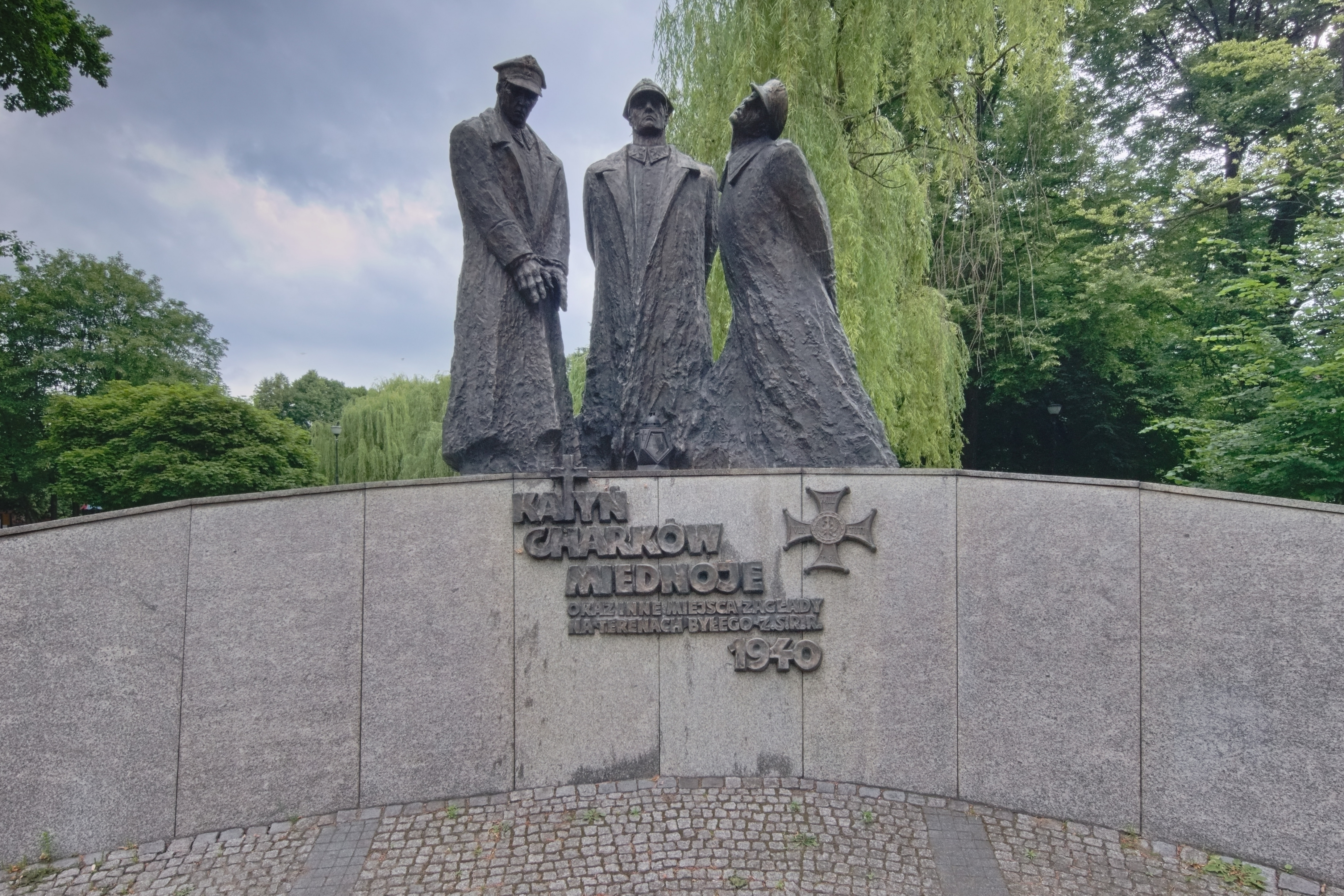
Rzeźby żołnierzy na pomniku (2024)
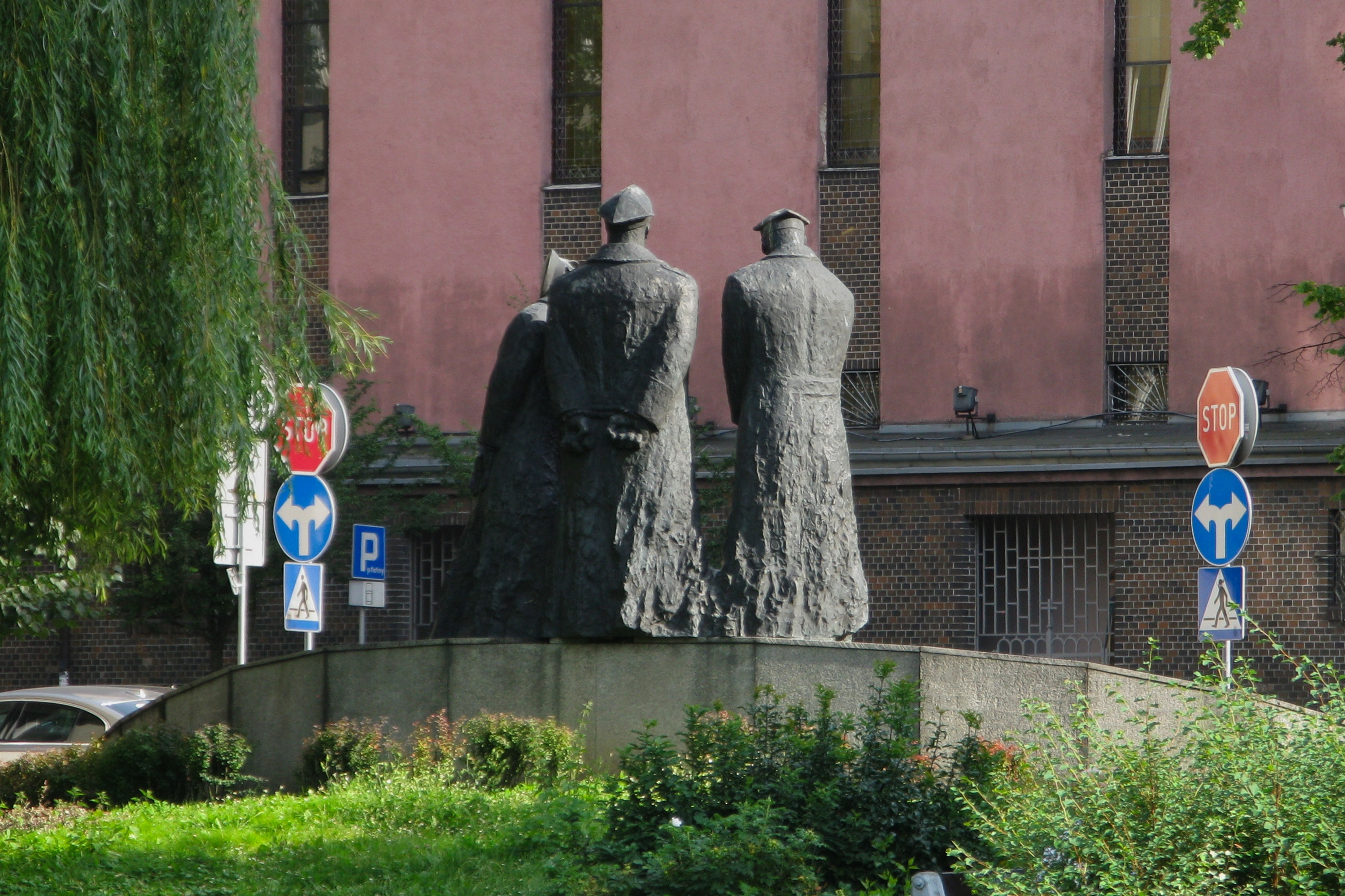
Tył pomnika (2020)